# Wolfgang M. Gall
Wolfgang M. Gall (* 3. November 1958 in Offenburg) ist ein deutscher Historiker.

## Leben
1977 legte Gall sein Abitur in Offenburg ab und studierte von 1980 bis 1986 Neuere und Neueste Geschichte, Politische Wissenschaft und Europäische Ethnologie an der Albert-Ludwigs-Universität Freiburg. 1986 erwarb er den Grad eines Magister Artium, 1991 folgte die Promotion. Von 1989 bis 2020 war er bei der Stadt Offenburg angestellt, zunächst als Stadtarchivar (1989–2004), danach als Leiter der Abteilung „Archiv und Museum“ und stellvertretender Leiter des Fachbereichs Kultur. Von 1999 bis 2002 war er Vorsitzender der Mitgliedergruppe Offenburg des Historischen Vereins für Mittelbaden, 2002–2011 Präsident des Gesamtvereins. Seit 2011 ist er dessen Ehrenpräsident.
Von 2000 bis 2003 war er einer der beiden Geschäftsführer der neu gegründeten Offenburger Bürgerstiftung St. Andreas, 2005–2020 Beirat des Museumsverbands Baden-Württemberg. Er ist Mitglied des Salmenbeirats der Stadt Offenburg. Seit 2011 ist er Lehrbeauftragter am Historischen Seminar der Universität Freiburg und seit 2005 Mitglied der Kommission für geschichtliche Landeskunde in Baden-Württemberg.

## Schriften (Auswahl)
- Armut, Wein und Zinsen. Zur Sozial- und Kulturgeschichte des Ortenauer Rebdorfes Rammersweier 1810–1860. Reiff, Offenburg 1991, ISBN 3-922649-19-X (Zugleich: Dissertation, Universität Freiburg i. Br., 1991).
- mit Michael Friedmann: 250 Jahre Offenburger Rathaus. Offenburg 1991.
- Rammersweier, Spitalbauern, Bähnler und Rebleute. Schwarzwaldverlag, Offenburg 1991, ISBN 3-922663-10-9.
- mit Hans-Joachim Fliedner, Michael Friedmann: 150 Jahre Deutsche Revolution. Ergebnisse des Offenburger Kolloquiums vom 8. Oktober 1993. Offenburg 1993.
- „Wir sind doch Leute wie alle anderen auch...!“ Eine Geschichte der Stegermatt. Offenburg 1995.
- mit Heinz G. Huber: Die Ortenau. Landschaft und Alltagsleben in alten Fotografien. Braun, Karlsruhe 1995, ISBN 3-7650-8136-1.
- mit Winfried Köninger, Eugen Hillenbrand: Vom Hospital zum Weingut. 700 Jahre St. Andreas-Hospital. Zweckverband Weingut Schloß Ortenberg, Offenburg 2000.
- mit Susanne Asche (Hrsg.): Neue Welt und Altes Wissen. Wie Amerika zu seinem Namen kam. Offenburg 2007.
- mit Martin Ruch (Red.): Festschrift 100 Jahre Historischer Verein für Mittelbaden e.V. Historischer Verein für Mittelbaden, Offenburg 2010.
- Kleine Geschichte der Stadt Offenburg. Braun, Karlsruhe 2013, ISBN 978-3-7650-8418-8.
- mit Sylvia Schraut, Peter Steinbach, Reinhold Weber (Hrsg.): Menschenrechte und Geschichte. Die 13 Offenburger Forderungen des Volkes von 1847. Stuttgart 2015.
- Sofie. Zwischen Aufbruch und Anpassung. Seitenweise, Bühl 2022, ISBN 978-3-943874-41-9.